# 大分市立八幡小学校
大分市立八幡小学校（おおいたしりつ やはたしょうがっこう）は、大分県大分市にある公立小学校である。

## 概要
大分市の北西部に位置しており、柞原八幡宮近くの放生池に源を発する祓川沿いの地域を主な校区とする。祓川の上流には高崎山に連なる柞原の森や台地が広がり、祓川両岸の谷や尾根には住宅地が開発されている。本校は祓川の下流に位置している。

## 沿革
- 1875年（明治8年） - 開校[1]。
- 1898年（明治31年） - 八幡と金谷迫の中間地に八幡尋常小学校を新築。
- 1927年（昭和2年） - 現在地に移転。

## 通学区域
大久保、金谷迫、上白木、上八幡、机張原、下八幡、東八幡1-9丁目、御幸町